# 锡尔蒙
锡尔蒙（法語：Silmont，法語發音：[silmɔ̃]）是法国默兹省的一个市镇，属于巴勒迪克区。

## 地理
锡尔蒙（48°44'5"N, 5°14'46"E）面积3.83 平方千米，位于法国大東部大區默兹省，该省份为法国西北部内陆省份，北与比利时接壤，西接马恩省和阿登省，南至上马恩省和孚日省，东临默尔特-摩泽尔省。
与锡尔蒙接壤的市镇（或旧市镇、城区）包括：盖尔蓬、卢瓦塞、巴鲁瓦地区隆日维尔、塔努瓦、屈莱。

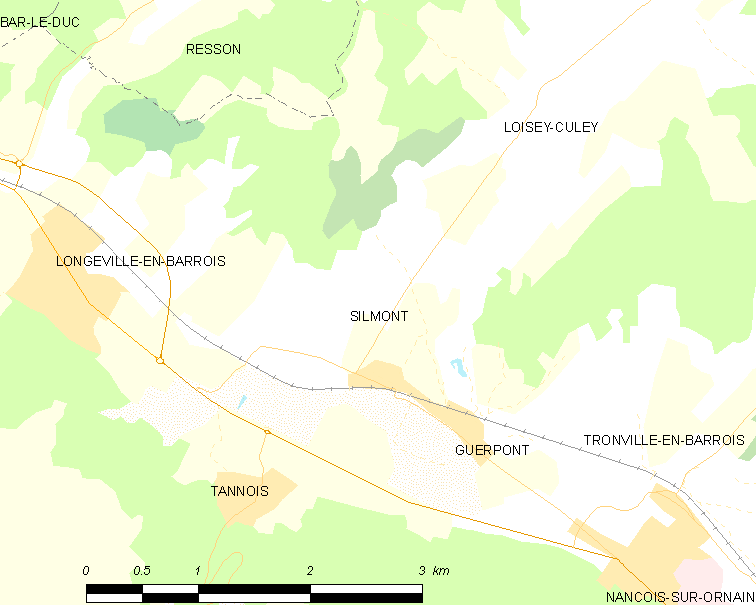
锡尔蒙的OSM定位图

锡尔蒙的时区为UTC+01:00、UTC+02:00（夏令时）。

## 行政
锡尔蒙的邮政编码为55000，INSEE市镇编码为55488。

## 政治
锡尔蒙所属的省级选区为昂塞维尔县。

## 人口

1962-2008年间锡尔蒙人口变化图示

锡尔蒙于2022年1月1日时的人口数量为143人。